# 瑪勒分勒分
瑪樂樂芙.拉勒格曼（排灣語：Maljeveljev Raregeman ），是台灣排灣族達瓦蘭部落（Tavadran，今大社村）的始祖之一，也被部落族群認為是拉瓦爾亞族所有貴族的祖先。

## 傳說生平

### 出生
過去在約兩千八百年前，當排灣族的各個平民家族還分散在大姆姆山（Taivuvual）周圍、建立不同的集團時，有一天達基瓦利家（Dakivalite/Dagivalit）的撒旦耶魯（Sadaile）和伊基陽家（Vigiyan）的撒比利（Sabili）一起上山打獵，撒旦耶魯走在太陽下、撒比利則走在陰暗處，而在路上，撒比利發現一個比拳頭大的陶壺，覺得很好奇便撿起來放進背袋囊裡，但陶壺卻一直自己旋轉起來並掉出去，他因此找撒旦耶魯來試，因為撒旦耶魯的神力比較強，一試就成功了，在帶回家的路上，陶壺還不停發出奇怪的聲音。
回到家後，撒旦耶魯把陶壺放在屋子角落，陶壺開始每個月都會長大一些，十個月後就變得很大了，某天清晨太陽照進房子裡並剛好照在陶壺上時，陶壺就爆炸了，趕來察看的兩人在裡面發現一個女嬰，他們想到那個陶壺開始長大的時間跟女性生孩子一樣都是十個月，隨即領悟女嬰是太陽的孩子，便連忙向她跪下。

### 照顧與命名
女嬰出生後，大家聚集起來商討她的名字，這時天空突然烏雲密布、並且傳來了聲音，指示族人取名為瑪勒分勒分（女）或拉烏拉斯（Lavulas，男性名），並且表示她是上天派來統治族人的大頭目，族人認為那是太陽神在跟他們說話。
達基瓦利家原先打算獨自照顧瑪勒分勒分，但她哭個不停（另有說法她天生喑啞），不肯喝奶也不肯讓家族的婦女幫自己洗澡，直到家族的人找來其他集團的瑪尼蓋家（Manigai）時他才肯喝奶、而由杜林家（Tu'uligit）來幫忙洗澡或換尿布時她也不會哭鬧，因此後來就由兩個家族幫忙照顧她的日常生活、達基瓦利家則負責提供食物和晚上將女孩接回家裡（另有說法認為兩個家族的祖先都是撒旦耶魯為了照顧她而用神力變出來的），而另一個家族伊基萬家（Vikivan）則負責警戒工作；當女嬰開始可以吃固狀食物的時候，只吃心臟、肝、後腿等部位，因此族人打獵或殺豬時必須將這些部位奉獻出來，為貢賦（vadis）的由來。

### 成為頭目
瑪勒分勒分長大後成為族人的頭目，她將三個照顧她的集團（達基瓦利家隸屬的Tavaljan集團、瑪尼蓋家和杜林家隸屬的Davalan集團、伊基萬家隸屬的集團）統合為一個部落，由她指揮並管理，在她的統治期間，她制定出所有的制度，如結婚、生活或是宗教儀式，並且分給指派各個家族執行不同的職務，成為最早的平民（adidang），其中達基瓦利家、瑪尼蓋家、杜林家因為將她照顧到大，因此被歸為「士（pualu）」，在平民中擁有較高的地位，實際執行重要公眾事務，撒旦耶魯被她稱為義父，為平民中地位最高者。

### 懷孕
後來瑪勒分勒分不知道為甚麼懷孕了，族人因此聚集了全部落的男人，要她指認出來父親是誰，這時剛好有個從東邊來的英俊獵人澤莫勒賽（Cemeljesai）在場，她就指認對方為胎兒的父親（一說是達基瓦利家的巴里本里本Balipelipe），但其實那個孩子為太陽所賜的嬰兒。後來瑪勒分勒分遷居到巴芭孤蘭（pabaguran）居住，並生下孩子取名叫拉烏拉斯（Lavulas），但後來又回到了達瓦蘭部落居住。

## 文化內涵
在拉瓦爾亞族的觀念中，瑪勒分勒分是世界上第一個貴族（mamazagilan）、所有貴族都是從她而起，而她又是源自太陽和陶壺的孩子，因此所有貴族都是太陽的後代，研究者認為她的傳說是貴族彰顯自己的權威和統治合法性的依據，並且在階級社會的部落中達到分工、穩定社會的效果。